# Tribolonotus blanchardi
Tribolonotus blanchardi — вид сцинкоподібних ящірок родини сцинкових (Scincidae). Мешкає на Соломонових островах.

## Поширення і екологія
Tribolonotus blanchardi мешкають на островах Бугенвіль, Шуазель, Санта Ізабель і Нггела в архіпелазі Соломонових островів. Вони живуть у вологих гірських і рівнинних тропічних лісах в долинах річок, серед каміння і опалого листя. Зустрічаються на висоті від 100 до 1000 м над рівнем моря. Відкладають яйця.